# Kimberly Willis Holt
Kimberly Willis Holt (Pensacola, 6 settembre 1960) è una scrittrice statunitense di libri per ragazzi.

## Biografia
Nata nel 1960 a Pensacola, in Florida, vive e lavora ad Amarillo, in Texas.
Figlia del manager Julian Ray e dell'insegnante Brenda, ha studiato alla Universita di New Orleans e all'Università statale della Louisiana.
Dopo aver vissuto in giro per gli Stati Uniti e per il mondo, prima d'intraprendere la carriera di scrittrice è stata, tra gli altri lavori, decoratrice d'interni e direttrice di news alla radio.
Autrice di libri illustrati e romanzi per giovani-adulti, la sua opera Il ragazzo cannone ha vinto nel 1999 il National Book Award per la letteratura per ragazzi e ha fornito il soggetto per il film È arrivato Zachary del 2003.

## Opere principali

### Serie Piper Reed
- Piper Reed, Navy Brat (2007)
- Piper Reed, The Great Gypsy (2008)
- Piper Reed Gets a Job (2009)
- Piper Reed, Campfire Girl (2010)
- Piper Reed, Rodeo Star (2011)
- Piper Reed, Forever Friend (2012)

### Altri romanzi
- My Louisiana Sky (1998)
- Mister and Me (1998)
- Il ragazzo cannone (When Zachary Beaver Came to Town, 1999), Milano, Mondadori, 2002 traduzione di Carola Proto ISBN 88-04-50227-4.
- Una cadillac verde smeraldo (Dancing in Cadillac Light, 2001), Milano, Mondadori, 2002 traduzione di Angela Ragusa ISBN 88-04-51133-8.
- Keeper of the Night (2003)
- Part of Me (2006)
- The Water Seeker (2010)
- Dear Hank Williams (2015)
- Blooming at the Texas Sunrise Motel (2017)
- The Lost Boy's Gift (2019)

### Libri illustrati
- Waiting for Gregory (2006)
- The Adventures Of Granny Clearwater And Little Critter (2007)
- Skinny Brown Dog (2007)
- Dinner with the Highbrows(2014)

## Filmografia
- Il cielo di casa (My Louisiana Sky), regia di Adam Arkin (2001) (soggetto)
- È arrivato Zachary (When Zachary Beaver Came to Town), regia di John Schultz (2003) (soggetto)

## Premi e riconoscimenti
- National Book Award per la letteratura per ragazzi: 1999 vincitrice con Il ragazzo cannone